# Sức mua tương đương
Sức mua tương đương (hay được viết tắt là PPP xuất phát từ purchasing power parity) là một kiểu tính tỷ giá hối đoái giữa đơn vị tiền tệ của hai nước. Các nhà kinh tế học tính xem cùng một lượng hàng của cùng một thứ hàng hóa khi bán ở hai nước khác nhau bằng đơn vị tiền tệ của hai nước đó thì số tiền phải bỏ ra ra sao, rồi từ đó so sánh sức mua của hai đơn vị tiền tệ.
Khi tính toán mức sống tại một quốc gia, bất kỳ thu nhập tiền tệ nào cũng phải được xem xét dựa theo số lượng hàng hóa và dịch vụ mà số tiền đó có thể mua ở địa phương. Cùng một loại hàng hóa sẽ có giá khác nhau phụ thuộc vào quốc gia mà nó được bán. Chỉ số này còn quan trọng hơn cả GDP khi tính toán về điều kiện sống của người dân tại 1 quốc gia. Một số ví dụ:
- 1 USD khi chi tiêu ở Việt Nam sẽ mua được số hàng hóa tương đương 3 USD khi chi tiêu ở Hoa Kỳ. Việt Nam có GDP bình quân đầu người khoảng 4.000 USD/năm vào năm 2022, sẽ cho phép mức sống tương đương với một người tại Hoa Kỳ có thu nhập 4.000 x 3 = 12.000 USD/năm. Với cùng thu nhập 1.000 USD/tháng, một người sẽ sống khá nghèo khổ tại một nước có mức giá hàng hóa cao như Hoa Kỳ, nhưng ở một nước có mức giá hàng hóa thấp như Việt Nam thì thu nhập đó đủ để sống khá giàu có.
- Liên bang Nga có GDP danh nghĩa chỉ đứng thứ 11 thế giới vào năm 2023, đạt khoảng 2.000 tỷ USD. Tuy nhiên đó là do mức vật giá trung bình tại Mỹ hoặc Tây Âu cao hơn Nga tới 2,5 lần, dẫn tới GDP của Nga cũng bị kéo thấp về mặt danh nghĩa (ví dụ: khi sản xuất và bán ra 1 kg lúa mì, GDP danh nghĩa của Nga chỉ tăng thêm 40 USD trong khi GDP của Mỹ tăng thêm tới 40 x 2,5 = 100 USD, dù giá trị sản xuất thực tế là như nhau - cùng là 1 kg lúa mì). Vì vậy, nếu quy đổi theo sản lượng thực sự (sức mua tương đương) thì GDP theo sức mua tương đương của Nga năm 2023 sẽ đạt khoảng 2.000 x 2,5 = 5.000 tỷ USD, đứng thứ 6 thế giới (vượt qua Hàn Quốc, Anh, Pháp, Ý, Canada và gần bằng Đức), đây mới là thứ hạng chính xác của nền kinh tế Nga sau khi đã tính toán sự khác biệt về vật giá giữa các nước.

Vì lý do này, người ta thường không sử dụng GDP danh nghĩa mà sử dụng sức mua tương đương khi so sánh năng lực sản xuất thực sự, tỷ lệ nghèo đói và mức sống của người dân giữa các quốc gia.

## Tổng quan
Trong kinh tế học, với giả định rằng mọi nền kinh tế đều mở cửa hoàn toàn để hàng hóa có thể lưu thông từ nước này sang nước kia và bỏ qua chi phí vận tải hàng hóa từ nước này sang nước kia, thì tỷ giá hối đoái tính theo phương pháp sức mua tương đương đúng bằng tỷ giá hối đoái spot. Tuy nhiên trong thực tế, khi hai giả định trên không được đảm bảo và vì thêm nhiều yếu tố khác, hai mức tỷ giá hối đoái thường khác nhau.
Khi so sánh tổng sản phẩm quốc nội của các nước, các cơ quan thống kê hay quy đổi tổng sản phẩm các nước theo cùng một đơn vị tiền tệ (thường là dollar Mỹ). Và khi dùng hai loại tỷ giá hối đoái spot và tỷ giá hối đoái theo sức mua tương đương sẽ cho hai con số GDP khác nhau.
Việc tính tỷ giá theo sức mua tương đương hoàn toàn không dễ dàng. Thứ nhất, sự khác biệt trong mẫu hình tiêu dùng và sản xuất làm cho việc xác định một giỏ hàng 'tiêu chuẩn' chung trở nên khó khăn: các hàng hóa phổ thông (ví dụ như quần áo, thực phẩm) là khá dễ dàng để so sánh; nhưng thu hẹp xuống các mặt hàng cao cấp (ô-tô, điện thoại di động, mỹ phẩm...) là phức tạp hơn nhiều. Ngoài ra còn cần đến sự bù đắp cho những khác biệt về các yếu tố như là chất lượng sản phẩm, vì khó mà kiếm được một thứ hàng hóa ở các nước khác nhau mà vẫn giống hệt nhau. Trong cố gắng tìm một thứ hàng hóa như vậy, tạp chí The Economist đã chọn bánh Big Mac và cho ra Chỉ số Big Mac. Tuy nhiên trong thực tế, để phù hợp với khẩu vị của các địa phương, McDonald vẫn làm bánh Big Mac ở địa phương này không hoàn toàn giống Big Mac ở địa phương kia. Thêm vào đó, thực phẩm như Big Mac thường được sản xuất tại địa phương và giá nhân công địa phương sẽ ảnh hưởng tới giá Big Mac. Gần đây, công ty CommSec lại giới thiệu Chỉ số iPad để đo PPP.

## Cách đo

### Quy luật một giá
Mặc dù có vẻ như PPP và quy luật một giá giống nhau, vẫn có sự khác biệt: quy luật một giá áp dụng cho từng mặt hàng trong khi PPP áp dụng cho mức giá chung. Nếu quy luật một giá đúng với mọi hàng hóa thì khi đó PPP cũng chính xác; tuy nhiên, khi bàn về độ hợp lệ của PPP, một số người cho rằng quy luật một giá không nhất thiết phải chính xác để PPP có hiệu lực. Nếu quy luật một giá không chính xác với một mặt hàng nhất định, mức giá sẽ không đủ khác quá nhiều so với mức giá dự đoán bởi PPP.
Thuyết sức mua tương đương cho rằng tỷ giá hối đoái giữa một đơn vị tiền đến và một đơn vị tiền tệ khác là cân bằng khi sức mua trong nước của họ với tỷ giá đó là tương đương.

### Chỉ số Big Mac

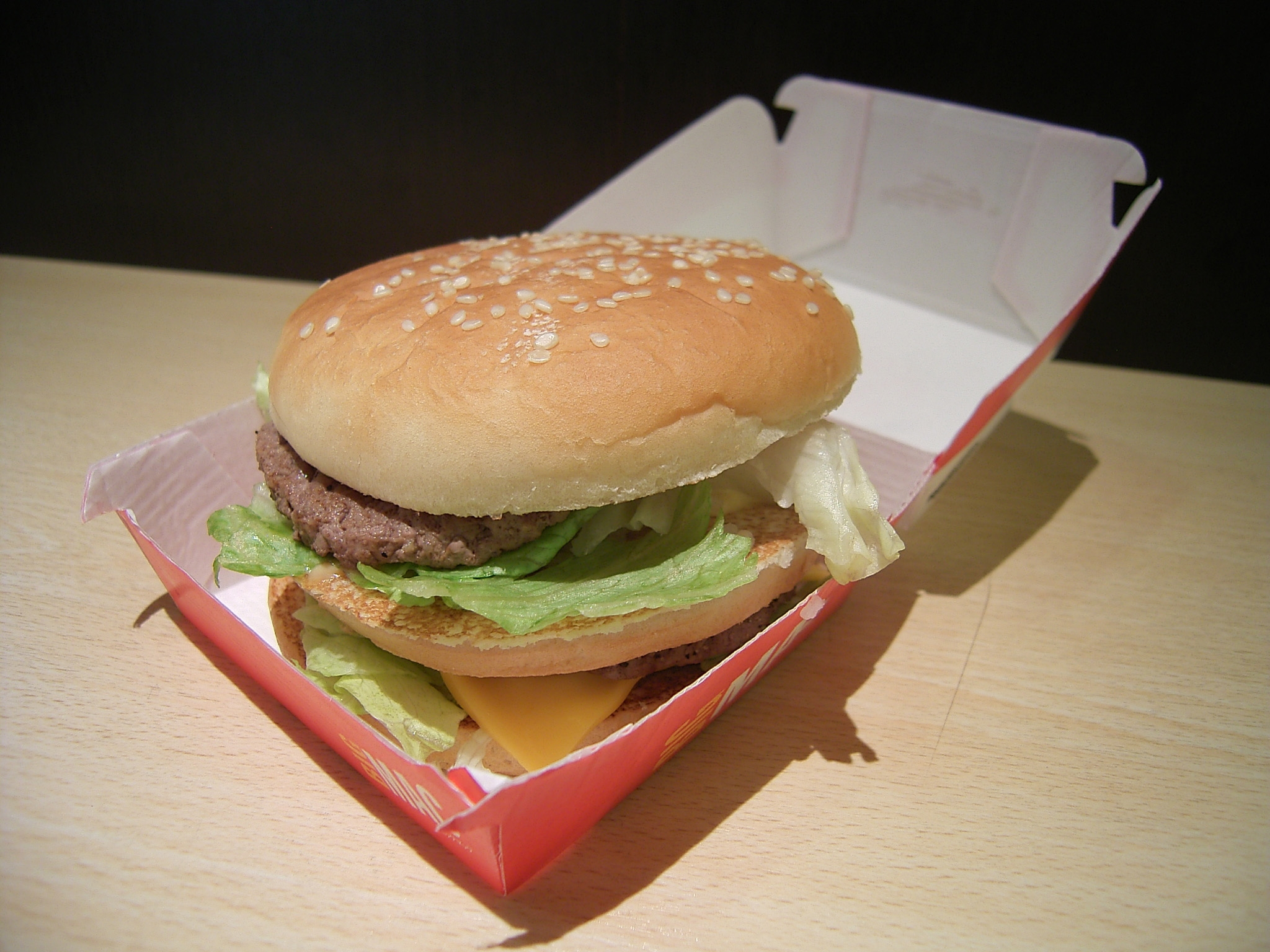
Hamburger Big Mac, như chiếc này tại Nhật Bản, được bán khắp thế giới.

Bảng sau, dựa trên dữ liệu từ tính toán vào tháng 1 năm 2013 của The Economist', cho thấy sự thấp hơn (−) hay cao hơn (+) của đơn vị tiền tệ địa phương so với đô là Mỹ trên đơn vị %, theo chỉ số Big Mac. Ví dụ, giá địa phương của một chiếc Big Mac tại Hồng Kông khi chuyển đổi sang đô la Mỹ tại tỷ giá hối đoái là 2,19 đô là Mỹ, hay 50% của giá địa phương của một chiếc Big Mac tại Mỹ là 4,37 đô la Mỹ. Do đó đô la Hồng Kông bị đánh giá thấp 50% so với đô la Mỹ theo cơ sở PPP.
| Quốc gia hoặc vùng | Mức giá (% chênh lệch so với Mỹ) |
| ------------------ | -------------------------------- |
| Ấn Độ              | -58                              |
| Nam Phi            | -54                              |
| Hồng Kông          | -50                              |
| Ukraina            | -47                              |
| Ai Cập             | -45                              |
| Nga                | -45                              |
| Đài Loan           | -42                              |
| Trung Quốc         | -41                              |
| Malaysia           | -41                              |
| Sri Lanka          | -37                              |
| Indonesia          | -35                              |
| Mexico             | -34                              |
| Philippines        | -33                              |
| Ba Lan             | -33                              |
| Bangladesh         | -32                              |
| Ả Rập Xê Út        | -33                              |
| Thái Lan           | -33                              |
| Pakistan           | -32                              |
| Litva              | -30                              |
| Latvia             | -25                              |
| UAE                | -25                              |
| Hàn Quốc           | -22                              |
| Nhật Bản           | -20                              |
| Singapore          | -17                              |
| Estonia            | -16                              |
| Cộng hòa Séc       | -15                              |
| Argentina          | -13                              |
| Hungary            | -13                              |
| Peru               | -11                              |
| Israel             | -8                               |
| Bồ Đào Nha         | -8                               |
| Anh Quốc           | -3                               |
| New Zealand        | -1                               |
| Chile              | 0                                |
| Hoa Kỳ             | 0 (theo định nghĩa)              |
| Costa Rica         | +1                               |
| Hy Lạp             | +3                               |
| Áo                 | +5                               |
| Hà Lan             | +7                               |
| Ireland            | +8                               |
| Tây Ban Nha        | +9                               |
| Thổ Nhĩ Kỳ         | +10                              |
| Colombia           | +11                              |
| Úc                 | +12                              |
| Vùng euro          | +12                              |
| Pháp               | +12                              |
| Đức                | +13                              |
| Phần Lan           | +17                              |
| Bỉ                 | +18                              |
| Đan Mạch           | +19                              |
| Ý                  | +20                              |
| Canada             | +24                              |
| Uruguay            | +25                              |
| Brasil             | +29                              |
| Thụy Sĩ            | +63                              |
| Thụy Điển          | +75                              |
| Na Uy              | +80                              |
| Venezuela          | +108                             |

### Chỉ số iPad
Giống như chỉ số Big Mac, chỉ số iPad (được tạo ra bởi CommSec) so sánh giá một sản phẩm tại các địa điểm khác nhau.  Tuy nhiên, không giống như Big Mac, tất cả iPad được sản xuất tại một địa điểm (trừ mẫu bán ở Brasil) và tất cả iPad (cùng một mẫu) đều có đặc điểm giống nhau.  Do đó khác biệt về giá là do chi phí vận chuyển, thuế và những chi phí xuất hiện tại từng thị trường. Ví dụ mỗi iPad tại Argentina đắt gấp đôi tại Mỹ.
| Quốc gia hoặc vùng  | Giá (đô la Mỹ) |
| ------------------- | -------------- |
| Argentina           | $1.094,11      |
| Úc                  | $506,66        |
| Áo                  | $674,96        |
| Bỉ                  | $618,34        |
| Brazil              | $791,40        |
| Brunei              | $525,52        |
| Canada (Montréal)   | $557,18        |
| Canada (không thuế) | $467,36        |
| Chile               | $602,13        |
| Trung Quốc          | $602,52        |
| Cộng hòa Séc        | $676,69        |
| Denmark             | $725,32        |
| Phần Lan            | $695,25        |
| Pháp                | $688,49        |
| Đức                 | $618,34        |
| Hy Lạp              | $715,54        |
| Hồng Kông           | $501,52        |
| Hungary             | $679,64        |
| Ấn Độ               | $512,61        |
| Ireland             | $630,73        |
| Ý                   | $674,96        |
| Nhật Bản            | $501,56        |
| Luxembourg          | $641,50        |
| Malaysia            | $473,77        |
| Mexico              | $591,62        |
| Hà Lan              | $683,08        |
| New Zealand         | $610,45        |
| Na Uy               | $655,92        |
| Philippines         | $556,42        |
| Pakistan            | $550,00        |
| Ba Lan              | $704,51        |
| Bồ Đào Nha          | $688,49        |
| Nga                 | $596,08        |
| Singapore           | $525,98        |
| Slovakia            | $674,96        |
| Slovenia            | $674,96        |
| Nam Phi             | $559,38        |
| Hàn Quốc            | $576,20        |
| Tây Ban Nha         | $674,96        |
| Thụy Điển           | $706,87        |
| Thụy Sĩ             | $617,58        |
| Đài Loan            | $538,34        |
| Thái Lan            | $530,72        |
| Thổ Nhĩ KỲ          | $656,96        |
| Ả Rập Thống nhất    | $544,32        |
| Anh Quốc            | $638,81        |
| Mỹ (California)     | $546,91        |
| Mỹ (không thuế)     | $499,00        |
| Việt Nam            | $554,08        |

### Chỉ số KFC
Giống như chỉ số Big Mac, chỉ số KFC đo PPP giữa các quốc gia châu Phi, được đưa ra bởi Sagaci Research (một công ty nghiên cứu thị trường tập trung vào châu Phi). Thay vì so sánh một chiếc Big Mac, chỉ số này so sánh một xô gà KFC truyền thống 12/15 miếng một xô.
Ví dụ, giá trung bình của một xô gà KFC 12 miếng. Xô gà ở Mỹ vào tháng 1 năm 2016 là $20,50; trong khi ở Namibia nó chỉ là $13,40 theo tỷ giá hối đoái. Vì vậy, chỉ số này cho thấy đô la Namibia bị đánh giá thấp 33% tại thời điểm đó.